# 6256 Canova
6256 Canova là một tiểu hành tinh vành đai chính với cận điểm quỹ đạo là 2.0156178 AU. Nó có độ lệch tâm là 0.1724936 và chu kỳ quỹ đạo là 1388.5249368 ngày (3.80 năm).
Calinger có vận tốc quỹ đạo trung bình là 19.08215091 km/s và độ nghiêng quỹ đạo là 4.18322°.
Thlà mộtsteroid was được phát hiện ngày 24 tháng 9 năm 1960 bởi Cornelis Johannes van Houten, Ingrid van Houten-Groeneveld và Tom Gehrels.